# Ri Kwang-il
Ri Kwang-il ((리광일?, 李光一?); Pyongyang, 13 aprile 1988) è un calciatore nordcoreano, portiere del Sobaeksu e della nazionale nordcoreana.

## Carriera
Con la nazionale Under-20 ha preso parte al mondiale di categoria del 2007, mentre con la nazionale maggiore ha preso parte alla Coppa d'Asia 2011.